# Григорьев, Юрий Александрович (борец)
Юрий Александрович Григорьев (род. 1949) — советский борец классического стиля, чемпион и призёр чемпионатов СССР, мастер спорта СССР международного класса (1974). Увлёкся борьбой в 1964 году. В 1973 году выполнил норматив мастера спорта СССР. Участвовал в семи чемпионатах СССР. Живёт в Израиле, где работает тренером по греко-римской борьбе в клубе АМИ «Маккаби-Арад».

## Спортивные результаты
- Чемпионат СССР по классической борьбе 1978 года — ;
- Чемпионат СССР по классической борьбе 1979 года — ;